# Matteo Bellinelli
Matteo Bellinelli (* 10. Dezember 1950 in Lugano) ist ein schweizerischer Dokumentarfilmer und Regisseur.

## Leben
Bellinelli schloss in Philosophie ab und arbeitete zunächst für das Radio. Anschließend begann er eine lange Tätigkeit für das italienischsprachige Fernsehprogramm der Schweiz  als Autor, Journalist und Regisseur zahlreicher Dokumentationen. Im Besonderen spezialisierte er sich auf Künstlerporträts, so über François Truffaut und Joseph Losey.
Als Filmregisseur zeichnete er für drei Fernsehfilme, bevor er mit La terza luna 1997 im Kino debütierte, der beim Filmfestival Locarno für den Goldenen Leopard nominiert wurde. Nach Engel habe ich nie gesehen im Jahr 2001 für das schweizerische Fernsehen entstand 2006, erneut für das Fernsehen, der Mysterythriller Cuore di ghiaccio.

## Filmografie (Auswahl)
- 1991: Gesichter der Schweiz (Episode)
- 1997: La terza luna
- 2001: Engel habe ich nie gesehen
- 2006: Cuore di ghiaccio